# Kamimuria tibialis
Kamimuria tibialis és una espècie d'insecte pertanyent a la família dels pèrlids que es troba a Àsia: el Japó (Hokkaido i Honshu) i Rússia (l'illa de Kunaixir, les illes Kurils).